# Циммер, Вернер
Ве́рнер Ци́ммер (нем. Werner Zimmer, 27 ноября 1929, Этценхофен — 29 апреля 2019, Ригельсберг, Саар) — саарский борец классического стиля, немецкий тренер. Участник летних Олимпийских игр 1952 года.

## Биография
Вернер Циммер родился 27 ноября 1929 года в немецкой общине Этценхофен (cейчас в составе города Пютлинген).
С 1939 года был членом клуба КВ-03 из Ригельсберга. Выступал в наилегчайшем весе, трижды выигрывал медали чемпионата Саара: бронзу в 1949 году, серебро в 1950 году, золото в 1951 году.
В 1952 году вошёл в состав сборной Саара на летних Олимпийских играх в Хельсинки. Выступал в весовой категории до 52 кг. В первом раунде проиграл на 4-й минуте поединка Хайни Веберу из ОГК, во втором раунде проиграл на 7-й минуте будущему бронзовому призёру Лео Хонкале из Финляндии и выбыл из борьбы.
В 1955 году участвовал в чемпионате мира по борьбе в Карлсруэ, где занял 19-е место.
После завершения выступлений работал тренером молодёжи в клубе КВ-03 вплоть до 66-летия. После того как Циммер закончил тренировать, он получил звание почётного члена клуба.
В 70-летнем возрасте впервые пробежал марафон.
Умер 29 апреля 2019 года в немецком городе Ригельсберг.